# Луи XII
Луи XII (на френски: Louis XII de France; * 27 юни 1462; † 1 януари 1515) е крал на Франция в периода 7 април 1498 – 1 януари 1515 от Орлеанския клон на династията Валоа. Основно събитие по време на неговото управление са войните, които Франция води на територията на Италия.

## Произход и ранни години
Луи XII е роден на 27 юни 1462 г. в замъка Блоа. Той е син на Шарл Орлеански и Мария Клевска. Правнук е на крал Шарл V.
Останал без баща на 3-годишна възраст, Луи е взет под настойничество от Луи XI, който е доста суров с него. През 1476 г. настойникът му го принуждава да се ожени за неговата дъщеря, Жана Френска, която е недъгава и вероятно стерилна, с надеждата, че невъзможността да имат потомство ще провокира отстраняването на Орлеанския род, който непрекъснато е заплаха за старшата линия на династията Капетинги.

## Крал на Франция (1498 – 1515)

### Начало на управлението. Популярни реформи
След Шарл VIII (всички негови деца умират), Луи встъпва на престола през 1498 г. и към всички свои предишни врагове се отнася милостиво, забравяйки нанесените му оскърбления. „Кралят на Франция, – казвал Луи, – е забравил обидите, нанесени на херцога на Орлеан“ (на френски: Le roi de France a oublié les injures du duc d’Orléans).
За да задържи за Франция Бретон, Луи се жени за Ана Бретанска, вдовицата на Шарл VIII. Преди това Луи XII се освобождава от първия си брак с Жана Френска, чрез анулирането му от папа Александър VI, с мотива, че не е консумиран. Нещо, което впрочем Жана Френска отрича на процеса, като заявява, че „макар добре да знае, че не е нито толкова хубава, нито толкова добре сложена като другите жени“ („bien qu'elle sache très bien qu'elle n'est ni aussi jolie ni aussi bien faite que les autres femmes“), нейният брак независимо от всичко е консумиран.
Луи XII е наречен „Баща на народа“, защото отменя правото на дар при възкачване на трона, намалява данъците, реформира правосъдието, създава Нормандския и Прованския парламент и заповядва обичаите да се изложат писмено. Подтиква развитието на търговията, покровителства филологическите изследвания, архитектурата и изкуствата, за което свидетелства изграждането на Съдебната палата в Руан, „Отел дьо Клюни“ в Париж и гробницата на кардинал Д'Амбоаз.

### Италиански войни
Основна статия: Италиански войни

#### Първи успехи
Външната политика на Луи ХІІ довежда до ред нещастни войни. Той е внук на Валентина Висконти, затова предявява претенции към Миланското херцогство, продължавайки по примера на Шарл VIII да мисли за завоюване и на Кралство Неапол. На негова страна са папата, френското дворянство, Хенри VII Английски и император Максимилиан І. С опитни пълководци Луи се придвижва към Италия, преминава през Алпите (юли 1499) и на 14 септември завзема Милано. Миланци въстават, но Луи ги усмирява, вземайки в плен Лудовико Моро.
През 1500 година Луи сключва в Гренада съюз с Фернандо II Католика, поделяйки си с него Неаполитанското кралство. Кралят на Неапол Федерико I е взет в плен (1501).

#### Френско-испанска война
За управител на завзетите части Луи назначава Арманяк, който влиза в спор за две области с испанския пълководец Гонсалво. Започва война между Франция и Испания на италианска територия. Гонсалво удържа победа над французите и швейцарските наемни войски при Чериньола (1503); Друг испански пълководец Андрада разбива френската войска при Семинара. Самият Луи е разбит при Гариляно и сключва с Изабела и Фердинанд договор, съгласно който се отказва от претенциите си за Неапол (1504).

#### Борба с Венеция и папството
Луи насочва усилията си към поддържане и разширяване на властта си в Северна Италия, усмирява Генуа (1507) и се присъединява към Камбрийската лига против Венеция (Максимилиан I, папа Юлий II, Фердинанд II Арагонски; 1509). Юлий II, желаейки да изтласка французите от Италия, се противопоставя на Луи и сключва против Франция „Свещена лига“. Свиканият от Луи в Тур (1510) събор на духовенството решава да се защитават правата на Галиканската църква, и позволява на краля да отразява нападенията на папата и одобрява намерението на Луи да свика Вселенски събор в Пиза.

#### Крах на плановете на Луи ХІІ
От 1512 година войната в Италия приема неблагоприятен обрат за Луи ХІІ: войските му търпят поражения. Милано се изплъзва от ръцете му, като за херцог на Милано е провъзгласен Масимилиано Сфорца. През 1513 година френските войски претърпяват тежко поражение. Френската хазна вече е опразнена. След дълги преговори Луи сключва мир през август 1514 година с кралете на Англия и Испания.

### Последни години
Съпругата му Анна умира от нефролитиаза на 9 януари 1514 г. в замъка в Блоа. На 9 октомври същата година 52-годишният крал сключва брак в Абвил с 18-годишната Мария Тюдор, дъщеря на английския крал Хенри VII и на съпругата му Елизабет Йоркска. Въпреки двата си предходни брака Луи XII все още няма мъжки наследник и силно се надява, че Мария ще роди следващия френския крал. Три месеца след сватбата обаче, на 1 януари 1515 г., френският крал умира без да остави мъжки наследници. Крал на Франция става неговият братовчед и зет Франсоа I.

## Деца
От втория брак с Анна Бретанска има две дъщери и още няколко деца, починали малки:
- Клод Френска (1499 – 1524), херцогиня на Бретон и Бери; омъжена от 1514 за Франсоа I (1494 – 1547), граф Ангулемски, след това крал на Франция.
- Рене Орлеанска (1510 – 1575), херцогиня на Шартр, известна в Италия под името Рената Френска; омъжена от 1528 за Ерколе II д’Есте (1508 – 1559), херцог на Ферара, Модена и Реджио.

## Галерия
- херцог Шарл Орлеански и Мария Клевска – баща и майка на Луи
- Жана Френска 
първа съпруга
- Анна Бретонска – втора съпруга
- Мария Тюдор 
 – трета съпруга
- Клод Френска
-дъщеря
- Рене Ферара – дъщеря